# Yasushi Yamaguchi
Yasushi Yamaguchi (山口 恭史 Yamaguchi Yasushi?), también conocido como "Judy Totoya" es un diseñador de juegos y artista. Diseñó el personaje Miles «Tails» Prower en un concurso interno organizado por el Sonic Team. Originalmente llamó al personaje "Miles Prower", sin embargo SEGA quería llamarlo "Tails". SEGA y Yamaguchi llegaron a un acuerdo sobre su nombre, siendo "Miles Prower" el nombre legal completo del personaje y "Tails" su apodo.
Su principal trabajo fue el de crear y diseñar a Tails, además de ser el artista principal y uno de los artistas de las zonas en Sonic the Hedgehog 2.
También trabajó como diseñador de los actos especiales en Sonic CD y en otros juegos relacionados con Sega.

## Historia de producción
- Cyborg Hunter (1988) — Diseñador
- Phantasy Star II (1989) — Diseño mecánico
- Last Battle (1989) — Diseñador especial bajo el nombre de Judy Totoya
- Sorcerian (1990) - Diseñador gráfico de la versión de Mega Drive bajo el nombre de Judy Totoya
- Advanced Daisenryaku (1991) - Unidad de diseño - Land Unit para la versión de Mega Drive bajo el nombre Judy Totoya
- Sonic the Hedgehog 2 (1992) — Diseño de personajes, artista jefe, artista de zonas
- Kid Chameleon (1992) — Arte
- Sonic the Hedgehog CD (1993) — Diseñador de actos especiales
- Luchadores de Leyenda (1995) — Director de Arte
- Wachenröder (1998) — Diseño de personajes